# Stronger (Sugababes-Lied)
Stronger (englisch für „Stärker“) ist ein Lied der britischen Pop-Girlgroup Sugababes aus dem Jahr 2002.

## Entstehung und Inhalt
Für Musik, Text und Produktion des Liedes waren Jony Lipsey, Marius De Vries, Felix Howard, Keisha Buchanan, Mutya Buena und Heidi Range verantwortlich. Stronger handelt von dem lyrischen Ich, das lernt, sich selbst zu lieben und an sich selbst zu glauben, und es wird durch das Vertrauen in sich selbst stärker als je zuvor.
Das Lied erschien nach Freak like Me und Round Round als dritte Singleauskopplung aus ihrem zweiten Studioalbum Angels with Dirty Faces.

## Chartplatzierungen
| ChartsChartplatzierungen     | Höchstplatzierung | Wochen |
| ---------------------------- | ----------------- | ------ |
| Deutschland (GfK)            | 38 (12 Wo.)       | 12     |
| Österreich (Ö3)              | 41 (11 Wo.)       | 11     |
| Schweiz (IFPI)               | 23 (18 Wo.)       | 18     |
| Vereinigtes Königreich (OCC) | 7 (13 Wo.)        | 13     |

## Auszeichnungen für Musikverkäufe
| Land/Region                  | Auszeichnungen für Musikverkäufe (Land/Region, Auszeichnung, Verkäufe) | Verkäufe |
| ---------------------------- | ---------------------------------------------------------------------- | -------- |
| Vereinigtes Königreich (BPI) | Silber                                                                 | 200.000  |
| Insgesamt                    | 1× Silber ·                                                            | 200.000  |